# Saison NBA 1991-1992
Navigation
Saison 1990-1991 Saison 1992-1993
La saison NBA 1991-1992 est la 43e saison de la NBA (la 46e en comptant les 3 saisons de BAA). Les Bulls de Chicago remportent leur deuxième titre consécutif de NBA en battant en Finale les Trail Blazers de Portland par 4 victoires à 2. 

## Faits notables
- Magic Johnson annonce en début de saison, le 7 novembre qu'il arrête sa carrière après avoir appris sa séropositivité.
- Charles Barkley, alors aux 76ers de Philadelphie, lui rend hommage en échangeant son numéro 34 pour le numéro 32 que Magic Johnson portait jusqu'à la fin de la saison. Les 76ers qui avaient retiré ce numéro en l'honneur de Billy Cunningham, le réinstaurèrent pour permettre à Barkley de le porter.
- À cause de problèmes de dos, Larry Bird annonce la fin de sa carrière à l'issue de la saison, mettant un terme à l'un des plus beaux duels de l'histoire de la NBA (Bird / Magic).
- Le Jazz de l'Utah jouent leur premier match au Delta Center.
- Les Suns de Phoenix jouent leur ultime saison à l'Arizona Veterans Memorial Coliseum.
- Les Bulls de Chicago battent le record de victoires de la franchise avec 67 victoires (qui sera battu 4 ans plus tard).
- Michael Jordan inscrit 35 points (dont 6 paniers à trois points) en 1re mi-temps du match 1 des Finales NBA battant le record de points et de paniers à trois points inscrits en une mi-temps lors des Finales.
- Le NBA All-Star Game 1992 s'est déroulé à l'Orlando Arena à Orlando, où les All-Star de l'Ouest ont vaincu les All-Star de l'Est sur le score de 153 à 113. Lors d'une rencontre chargée en émotion, Magic Johnson remporte le titre de Most Valuable Player.

## Classements de la saison régulière
| Champion de division | Qualifié pour les playoffs | Non qualifié pour les playoffs |

### Par division
| Division Atlantique   | V  | D  | PCT  | GB |
| --------------------- | -- | -- | ---- | -- |
| Celtics de Boston     | 51 | 31 | 62.2 | -  |
| Knicks de New York    | 51 | 31 | 62.2 | -  |
| Nets du New Jersey    | 40 | 42 | 48.8 | 11 |
| Heat de Miami         | 38 | 44 | 46.3 | 13 |
| 76ers de Philadelphie | 35 | 47 | 42.7 | 16 |
| Bullets de Washington | 25 | 57 | 30.5 | 26 |
| Magic d'Orlando       | 21 | 61 | 25.6 | 30 |

| Division Centrale      | V  | D  | PCT  | GB |
| ---------------------- | -- | -- | ---- | -- |
| Bulls de Chicago C     | 67 | 15 | 81.7 | -  |
| Cavaliers de Cleveland | 57 | 25 | 69.5 | 10 |
| Pistons de Détroit     | 48 | 34 | 58.5 | 19 |
| Pacers de l'Indiana    | 40 | 42 | 48.8 | 27 |
| Hawks d'Atlanta        | 38 | 44 | 46.3 | 29 |
| Bucks de Milwaukee     | 31 | 51 | 37.8 | 36 |
| Hornets de Charlotte   | 31 | 51 | 37.8 | 36 |

| Division Midwest          | V  | D  | PCT  | GB |
| ------------------------- | -- | -- | ---- | -- |
| Jazz de l'Utah            | 55 | 27 | 67.1 | -  |
| Spurs de San Antonio      | 47 | 35 | 57.3 | 8  |
| Rockets de Houston        | 42 | 40 | 51.2 | 13 |
| Nuggets de Denver         | 24 | 58 | 29.3 | 31 |
| Mavericks de Dallas       | 22 | 60 | 26.8 | 33 |
| Timberwolves du Minnesota | 15 | 67 | 18.3 | 40 |

| Division Midwest          | V  | D  | PCT  | GB |
| ------------------------- | -- | -- | ---- | -- |
| Trail Blazers de Portland | 57 | 25 | 69.5 | -  |
| Warriors de Golden State  | 55 | 27 | 67.1 | 2  |
| Suns de Phoenix           | 53 | 29 | 64.6 | 4  |
| SuperSonics de Seattle    | 47 | 35 | 57.3 | 10 |
| Clippers de Los Angeles   | 45 | 37 | 54.9 | 12 |
| Lakers de Los Angeles     | 43 | 39 | 52.4 | 14 |
| Kings de Sacramento       | 29 | 53 | 35.4 | 28 |

### Par conférence
| Conférence Est | Conférence Est         | Conférence Est | Conférence Est | Conférence Est |
| No             | Franchise              | Vic.           | Déf.           | PCT            |
| -------------- | ---------------------- | -------------- | -------------- | -------------- |
| 1              | Bulls de Chicago C     | 67             | 15             | 81.7           |
| 2              | Celtics de Boston      | 51             | 31             | 62.2           |
| 3              | Cavaliers de Cleveland | 57             | 25             | 69.5           |
| 4              | Knicks de New York     | 51             | 31             | 62.2           |
| 5              | Pistons de Détroit     | 48             | 34             | 58.5           |
| 6              | Nets du New Jersey     | 40             | 42             | 48.8           |
| 7              | Pacers de l'Indiana    | 40             | 42             | 48.8           |
| 8              | Heat de Miami          | 38             | 44             | 46.3           |
|                |                        |                |                |                |
| 9              | Hawks d'Atlanta        | 38             | 44             | 46.3           |
| 10             | 76ers de Philadelphie  | 35             | 47             | 42.7           |
| 11             | Bucks de Milwaukee     | 31             | 51             | 37.8           |
| 11             | Hornets de Charlotte   | 31             | 51             | 37.8           |
| 13             | Bullets de Washington  | 25             | 57             | 30.5           |
| 14             | Magic d'Orlando        | 21             | 61             | 25.6           |

| Conférence Ouest | Conférence Ouest          | Conférence Ouest | Conférence Ouest | Conférence Ouest |
| No               | Franchise                 | Vic.             | Déf.             | PCT              |
| ---------------- | ------------------------- | ---------------- | ---------------- | ---------------- |
| 1                | Trail Blazers de Portland | 57               | 25               | 69.5             |
| 2                | Jazz de l'Utah            | 55               | 27               | 67.1             |
| 3                | Warriors de Golden State  | 55               | 27               | 67.1             |
| 4                | Suns de Phoenix           | 53               | 29               | 64.6             |
| 5                | Spurs de San Antonio      | 47               | 35               | 57.3             |
| 6                | SuperSonics de Seattle    | 47               | 35               | 57.3             |
| 7                | Clippers de Los Angeles   | 45               | 37               | 54.9             |
| 8                | Lakers de Los Angeles     | 43               | 39               | 52.4             |
|                  |                           |                  |                  |                  |
| 9                | Rockets de Houston        | 42               | 40               | 51.2             |
| 10               | Kings de Sacramento       | 29               | 53               | 35.4             |
| 11               | Nuggets de Denver         | 24               | 58               | 29.3             |
| 11               | Mavericks de Dallas       | 22               | 60               | 26.8             |
| 13               | Timberwolves du Minnesota | 15               | 67               | 18.3             |

C - Champions NBA

## Playoffs
|  | 1er tour         | 1er tour                | 1er tour                  |   |                           | Demi-finales de Conférence | Demi-finales de Conférence | Demi-finales de Conférence |  |   | Finales de Conférence     | Finales de Conférence | Finales de Conférence |  |    | Finales NBA      | Finales NBA | Finales NBA |
|  |                  |                         |                           |   |                           |                            |                            |                            |  |   |                           |                       |                       |  |    |                  |             |             |
|  | 1                | Bulls de Chicago        | 3                         |   |                           |                            |                            |                            |  |   |                           |                       |                       |  |    |                  |             |             |
|  | 8                | Heat de Miami           | 0                         |   |                           |                            |                            |                            |  |   |                           |                       |                       |  |    |                  |             |             |
|  | 8                | Heat de Miami           | 0                         |   | 1                         | Bulls de Chicago           | 4                          |                            |  |   |                           |                       |                       |  |    |                  |             |             |
|  |                  |                         |                           |   | 1                         | Bulls de Chicago           | 4                          |                            |  |   |                           |                       |                       |  |    |                  |             |             |
|  |                  | 4                       | Knicks de New York        | 3 |                           |                            |                            |                            |  |   |                           |                       |                       |  |    |                  |             |             |
|  | 4                | 4                       | Knicks de New York        | 3 | Knicks de New York        | 3                          |                            |                            |  |   |                           |                       |                       |  |    |                  |             |             |
|  | 4                |                         |                           |   | Knicks de New York        | 3                          |                            |                            |  |   |                           |                       |                       |  |    |                  |             |             |
|  | 5                | Pistons de Détroit      | 2                         |   |                           |                            |                            |                            |  |   |                           |                       |                       |  |    |                  |             |             |
|  | 5                | Pistons de Détroit      | 2                         |   |                           |                            |                            |                            |  | 1 | Bulls de Chicago          | 4                     |                       |  |    |                  |             |             |
|  | Conférence Est   |                         |                           |   |                           |                            |                            |                            |  | 1 | Bulls de Chicago          | 4                     |                       |  |    |                  |             |             |
|  |                  | 3                       | Cavaliers de Cleveland    | 2 |                           |                            |                            |                            |  |   |                           |                       |                       |  |    |                  |             |             |
|  | 3                | 3                       | Cavaliers de Cleveland    | 2 | Cavaliers de Cleveland    | 3                          |                            |                            |  |   |                           |                       |                       |  |    |                  |             |             |
|  | 3                |                         |                           |   | Cavaliers de Cleveland    | 3                          |                            |                            |  |   |                           |                       |                       |  |    |                  |             |             |
|  | 6                | Nets du New Jersey      | 1                         |   |                           |                            |                            |                            |  |   |                           |                       |                       |  |    |                  |             |             |
|  | 6                | Nets du New Jersey      | 1                         |   | 3                         | Cavaliers de Cleveland     | 4                          |                            |  |   |                           |                       |                       |  |    |                  |             |             |
|  |                  |                         |                           |   | 3                         | Cavaliers de Cleveland     | 4                          |                            |  |   |                           |                       |                       |  |    |                  |             |             |
|  |                  | 2                       | Celtics de Boston         | 3 |                           |                            |                            |                            |  |   |                           |                       |                       |  |    |                  |             |             |
|  | 2                | 2                       | Celtics de Boston         | 3 | Celtics de Boston         | 3                          |                            |                            |  |   |                           |                       |                       |  |    |                  |             |             |
|  | 2                |                         |                           |   | Celtics de Boston         | 3                          |                            |                            |  |   |                           |                       |                       |  |    |                  |             |             |
|  | 7                | Pacers de l'Indiana     | 0                         |   |                           |                            |                            |                            |  |   |                           |                       |                       |  |    |                  |             |             |
|  | 7                | Pacers de l'Indiana     | 0                         |   |                           |                            |                            |                            |  |   |                           |                       |                       |  | E1 | Bulls de Chicago | 4           |             |
|  |                  |                         |                           |   |                           |                            |                            |                            |  |   |                           |                       |                       |  | E1 | Bulls de Chicago | 4           |             |
|  |                  | O1                      | Trail Blazers de Portland | 2 |                           |                            |                            |                            |  |   |                           |                       |                       |  |    |                  |             |             |
|  | 1                | O1                      | Trail Blazers de Portland | 2 | Trail Blazers de Portland | 3                          |                            |                            |  |   |                           |                       |                       |  |    |                  |             |             |
|  | 1                |                         |                           |   | Trail Blazers de Portland | 3                          |                            |                            |  |   |                           |                       |                       |  |    |                  |             |             |
|  | 8                | Lakers de Los Angeles   | 1                         |   |                           |                            |                            |                            |  |   |                           |                       |                       |  |    |                  |             |             |
|  | 8                | Lakers de Los Angeles   | 1                         |   | 1                         | Trail Blazers de Portland  | 4                          |                            |  |   |                           |                       |                       |  |    |                  |             |             |
|  |                  |                         |                           |   | 1                         | Trail Blazers de Portland  | 4                          |                            |  |   |                           |                       |                       |  |    |                  |             |             |
|  |                  | 4                       | Suns de Phoenix           | 1 |                           |                            |                            |                            |  |   |                           |                       |                       |  |    |                  |             |             |
|  | 4                | 4                       | Suns de Phoenix           | 1 | Suns de Phoenix           | 3                          |                            |                            |  |   |                           |                       |                       |  |    |                  |             |             |
|  | 4                |                         |                           |   | Suns de Phoenix           | 3                          |                            |                            |  |   |                           |                       |                       |  |    |                  |             |             |
|  | 5                | Spurs de San Antonio    | 0                         |   |                           |                            |                            |                            |  |   |                           |                       |                       |  |    |                  |             |             |
|  | 5                | Spurs de San Antonio    | 0                         |   |                           |                            |                            |                            |  | 1 | Trail Blazers de Portland | 4                     |                       |  |    |                  |             |             |
|  | Conférence Ouest |                         |                           |   |                           |                            |                            |                            |  | 1 | Trail Blazers de Portland | 4                     |                       |  |    |                  |             |             |
|  |                  | 2                       | Jazz de l'Utah            | 2 |                           |                            |                            |                            |  |   |                           |                       |                       |  |    |                  |             |             |
|  | 3                | 2                       | Jazz de l'Utah            | 2 | Warriors de Golden State  | 1                          |                            |                            |  |   |                           |                       |                       |  |    |                  |             |             |
|  | 3                |                         |                           |   | Warriors de Golden State  | 1                          |                            |                            |  |   |                           |                       |                       |  |    |                  |             |             |
|  | 6                | SuperSonics de Seattle  | 3                         |   |                           |                            |                            |                            |  |   |                           |                       |                       |  |    |                  |             |             |
|  | 6                | SuperSonics de Seattle  | 3                         |   | 6                         | SuperSonics de Seattle     | 1                          |                            |  |   |                           |                       |                       |  |    |                  |             |             |
|  |                  |                         |                           |   | 6                         | SuperSonics de Seattle     | 1                          |                            |  |   |                           |                       |                       |  |    |                  |             |             |
|  |                  | 2                       | Jazz de l'Utah            | 4 |                           |                            |                            |                            |  |   |                           |                       |                       |  |    |                  |             |             |
|  | 2                | 2                       | Jazz de l'Utah            | 4 | Jazz de l'Utah            | 3                          |                            |                            |  |   |                           |                       |                       |  |    |                  |             |             |
|  | 2                |                         |                           |   | Jazz de l'Utah            | 3                          |                            |                            |  |   |                           |                       |                       |  |    |                  |             |             |
|  | 7                | Clippers de Los Angeles | 2                         |   |                           |                            |                            |                            |  |   |                           |                       |                       |  |    |                  |             |             |

## Leaders de la saison régulière
| Catégorie                      | Joueur         | Équipe                    | Statistiques |
| ------------------------------ | -------------- | ------------------------- | ------------ |
| Points par match               | Michael Jordan | Bulls de Chicago          | 30.1         |
| Rebonds par match              | Dennis Rodman  | Pistons de Détroit        | 18.7         |
| Passes décisives par match     | John Stockton  | Jazz de l'Utah            | 13.7         |
| Interceptions par match        | John Stockton  | Jazz de l'Utah            | 3.0          |
| Contres par match              | David Robinson | Spurs de San Antonio      | 4.5          |
| Pourcentage aux tirs           | Buck Williams  | Trail Blazers de Portland | 60.4         |
| Pourcentage à 3 points         | Dana Barros    | SuperSonics de Seattle    | 44.6         |
| Pourcentage aux lancers-francs | Mark Price     | Cavaliers de Cleveland    | 94.7         |

## Récompenses individuelles
- Most Valuable Player : Michael Jordan, Bulls de Chicago
- Rookie of the Year : Larry Johnson, Hornets de Charlotte
- Defensive Player of the Year : David Robinson, Spurs de San Antonio
- Sixth Man of the Year : Detlef Schrempf, Pacers de l'Indiana
- Most Improved Player : Pervis Ellison, Bullets de Washington
- Coach of the Year : Don Nelson, Warriors de Golden State
- Executive of the Year : Wayne Embry, Cavaliers de Cleveland
- J.Walter Kennedy Sportsmanship Award : Magic Johnson, Lakers de Los Angeles

- All-NBA First Team :
  - F - Karl Malone, Jazz de l'Utah
  - F - Chris Mullin, Warriors de Golden State
  - C - David Robinson, Spurs de San Antonio
  - G - Michael Jordan, Bulls de Chicago
  - G - Clyde Drexler, Trail Blazers de Portland

- All-NBA Second Team :
  - F - Scottie Pippen, Bulls de Chicago
  - F - Charles Barkley, 76ers de Philadelphie
  - C - Patrick Ewing, Knicks de New York
  - G - Tim Hardaway, Warriors de Golden State
  - G - John Stockton, Jazz de l'Utah

- All-NBA Third Team :
  - F - Dennis Rodman, Pistons de Détroit
  - F - Kevin Willis, Hawks d'Atlanta
  - C - Brad Daugherty, Cavaliers de Cleveland
  - G - Mark Price, Cavaliers de Cleveland
  - G - Kevin Johnson, Suns de Phoenix

- NBA All-Rookie First Team :
  - Steve Smith, Heat de Miami
  - Larry Johnson, Hornets de Charlotte
  - Billy Owens, Warriors de Golden State
  - Stacey Augmon, Hawks d'Atlanta
  - Dikembe Mutombo, Nuggets de Denver

- NBA All-Rookie Second Team :
  - Rick Fox, Celtics de Boston
  - Terrell Brandon, Cavaliers de Cleveland
  - Larry Stewart, Bullets de Washington
  - Stanley Roberts, Magic d'Orlando
  - Mark Macon, Nuggets de Denver

- NBA All-Defensive First Team :
  - Dennis Rodman, Pistons de Détroit
  - Scottie Pippen, Bulls de Chicago
  - David Robinson, Spurs de San Antonio
  - Michael Jordan, Bulls de Chicago
  - Joe Dumars, Pistons de Detroit

- NBA All-Defensive Second Team :
  - Larry Nance, Cavaliers de Cleveland
  - Buck Williams, Trail Blazers de Portland
  - Patrick Ewing, Knicks de New York
  - John Stockton, Jazz de l'Utah
  - Micheal Williams, Pacers de l'Indiana

- MVP des Finales : Michael Jordan, Bulls de Chicago